# Кренгльбах
Кренгльбах (нем. Krenglbach) — коммуна (нем. Gemeinde) в Австрии, в федеральной земле Верхняя Австрия. 
Входит в состав округа Вельс.  Население составляет 2819 человек (на 31 декабря 2005 года). Занимает площадь 15 км². Официальный код  —  41810.

## Политическая ситуация
Бургомистр коммуны — Йохан Цаунер-Пеннингер (СДПА) по результатам выборов 2003 года.
Совет представителей коммуны (нем. Gemeinderat) состоит из 25 мест.
- СДПА занимает 12 мест.
- АНП занимает 8 мест.
- АПС занимает 3 места.
- Зелёные занимают 2 места.